# BlueWalker 3
BlueWalker 3 ist ein Prototyp von geplanten kommerziellen Kommunikationssatelliten des US-amerikanischen Unternehmens AST SpaceMobile, die für den direkten Betrieb mit handelsüblichen, nicht modifizierten Mobilgeräten ausgelegt sind. Der Satellit wurde am 10. September 2022 (UTC) mit einer Falcon-9-Trägerrakete vom NASA-Weltraumbahnhof Kennedy Space Center (zusammen mit den Kommunikationssatelliten Starlink Group 4-2) in eine Erdumlaufbahn gebracht. Dort bewegt er sich etwas oberhalb vom 500 km mit einer Umlaufzeit von 95 Minuten und einer Bahnneigung von 53 Grad.
Künftig sollen mindestens 100 solcher dann BlueBird genannten Satelliten gestartet werden und unterversorgte Gebiete mit Breitbandinternet versorgen. Ein einzelner Satellit soll fast 800.000 km2 der Erdoberfläche abdecken können.

## Technischer Aufbau
Mit einer Fläche von 64 m2 ist die planare Phased-Array-Antenne von BlueWalker 3 die größte eines kommerziellen Satelliten, die je in einen niedrigen Erdorbit gebracht wurde. Die Antenne besteht aus mehreren Kacheln, die durch Federbänder miteinander verbunden sind und sich im All durch die Federkräfte selbstständig entfalteten. Jede Kachel hat auf einer Seite Solarzellen und auf der anderen eine Antennengruppe.

## Lichtverschmutzung
Einer im Oktober 2023 veröffentlichten Studie zufolge gehört BlueWalker 3 seit der Entfaltung seiner Antenne am 10. November 2022 zu den hellsten Objekten am Nachthimmel. Durch seine Größe und Form seiner Antenne erreiche der Satellit eine maximale scheinbare Helligkeit (Magnitude) von +0,4 mag, was in etwa der des Prokyon im Sternbild Kleiner Hund (derzeit fünfthellster Stern am Firmament) entspreche. Da der Satellit rotiert, wechsle die Helligkeit zwischen einem Minimum von +6 mag und dem Maximum +0,4 mag. Die International Astronomical Union (IAU) empfiehlt für Satelliten im niedrigen Erdorbit das Einhalten einer maximalen scheinbaren Helligkeit von +7 , die BlueWalker3 um das mehr als 400-fache übertrifft. Astronomen nutzten die Veröffentlichung der Studie in der Zeitschrift Nature, um eine öffentliche Debatte über die Lichtverschmutzung durch die schnell zunehmende Zahl von Satelliten anzuregen.